# Discografie van Rush
Hieronder volgen de discografie en filmografie van de Canadese rockband Rush.

## Albums
| Album met eventuele hitnotering(en) in de Nederlandse Album Top 100 | Datum van verschijnen | Datum van binnenkomst | Hoogste positie | Aantal weken | Opmerkingen   |
| ------------------------------------------------------------------- | --------------------- | --------------------- | --------------- | ------------ | ------------- |
| Rush                                                                | 18-03-1974            | -                     |                 |              |               |
| Fly by night                                                        | 15-02-1975            | -                     |                 |              |               |
| Caress of steel                                                     | 24-09-1975            | -                     |                 |              |               |
| 2112                                                                | 01-04-1976            | -                     |                 |              |               |
| All the world's a stage                                             | 29-09-1976            | -                     |                 |              | Livealbum     |
| A farewell to kings                                                 | 01-09-1977            | -                     |                 |              |               |
| Archives                                                            | 04-1978               | -                     |                 |              | Verzamelalbum |
| Hemispheres                                                         | 29-10-1978            | -                     |                 |              |               |
| Permanent waves                                                     | 01-01-1980            | 02-02-1980            | 25              | 8            |               |
| Rush through time                                                   | 1981                  | -                     |                 |              | Verzamelalbum |
| Moving pictures                                                     | 12-02-1981            | 28-02-1981            | 24              | 10           |               |
| Exit... Stage left                                                  | 29-10-1981            | 14-11-1981            | 27              | 6            | Livealbum     |
| Signals                                                             | 09-09-1982            | 25-09-1982            | 29              | 6            |               |
| Grace under pressure                                                | 12-04-1984            | 28-04-1984            | 21              | 8            |               |
| Power windows                                                       | 29-10-1985            | 16-11-1985            | 33              | 8            |               |
| Hold your fire                                                      | 08-09-1987            | 26-09-1987            | 27              | 6            |               |
| A show of hands                                                     | 10-01-1989            | 21-01-1989            | 22              | 11           | Livealbum     |
| Presto                                                              | 21-11-1989            | 02-12-1989            | 45              | 5            |               |
| Chronicles                                                          | 04-09-1990            | -                     |                 |              | Verzamelalbum |
| Roll the bones                                                      | 03-09-1991            | 14-09-1991            | 40              | 5            |               |
| Counterparts                                                        | 19-10-1993            | 30-10-1993            | 31              | 8            |               |
| Test for echo                                                       | 10-09-1996            | 21-09-1996            | 28              | 6            |               |
| Retrospective I (1974–1980)                                         | 06-05-1997            | -                     |                 |              | Verzamelalbum |
| Retrospective II (1981–1987)                                        | 03-06-1997            | -                     |                 |              | Verzamelalbum |
| Different stages                                                    | 10-11-1998            | -                     |                 |              | Livealbum     |
| Vapor trails                                                        | 14-05-2002            | 01-06-2002            | 47              | 3            |               |
| The spirit of radio: Greatest hits 1974–1987                        | 11-02-2003            | -                     |                 |              | Verzamelalbum |
| Rush in Rio                                                         | 21-10-2003            | -                     |                 |              | Livealbum     |
| Feedback                                                            | 29-06-2004            | -                     |                 |              | ep            |
| R30: 30th Anniversary world tour                                    | 22-11-2005            | -                     |                 |              | Livealbum     |
| Gold                                                                | 25-04-2006            | -                     |                 |              | Verzamelalbum |
| Grace under pressure tour soundtrack                                | 13-06-2006            | -                     |                 |              | Livealbum     |
| Snakes and arrows                                                   | 01-05-2007            | 05-05-2007            | 16              | 7            |               |
| Snakes and arrows Live                                              | 15-04-2008            | 19-04-2008            | 36              | 3            | Livealbum     |
| Retrospective III (1989-2008)                                       | 03-03-2009            | -                     |                 |              | Verzamelalbum |
| Working men                                                         | 17-11-2009            | -                     |                 |              | Verzamelalbum |
| Time stand still: The collection                                    | 30-03-2010            | -                     |                 |              | Verzamelalbum |
| Icon                                                                | 27-08-2010            | -                     |                 |              | Verzamelalbum |
| Time machine 2011: Live in Cleveland                                | 08-11-2011            | -                     |                 |              | Livealbum     |
| Clockwork angels                                                    | 08-06-2012            | 16-06-2012            | 11              | 10           |               |
| Clockwork angels tour                                               | 2013                  | -                     | 87              | 1            | Livealbum     |

| Album met hitnotering(en) in de Vlaamse Ultratop 200 albums | Datum van verschijnen | Datum van binnenkomst | Hoogste positie | Aantal weken | Opmerkingen |
| ----------------------------------------------------------- | --------------------- | --------------------- | --------------- | ------------ | ----------- |
| Clockwork angels                                            | 2012                  | 16-06-2012            | 55              | 2*           |             |

## Dvd's
| Dvd's met hitnoteringen in de Nederlandse Music Top 30 | Datum van verschijnen | Datum van binnenkomst | Hoogste positie | Aantal weken | Opmerkingen |
| ------------------------------------------------------ | --------------------- | --------------------- | --------------- | ------------ | ----------- |
| In Rio                                                 | 2003                  | 06-12-2003            | 19              | 9            |             |
| R30 - 30th anniversary world tour                      | 2005                  | 10-12-2005            | 24              | 3            |             |
| Replay x3                                              | 2006                  | 08-07-2006            | 10              | 7            |             |
| Snakes & arrows live                                   | 2008                  | 29-11-2008            | 3               | 11           |             |
| Live in New York 2004                                  | 2010                  | 20-03-2010            | 26              | 1            |             |
| Beyond the lighted stage                               | 2010                  | 10-07-2010            | 6               | 7            |             |
| Time Machine 2011 - Live in Cleveland                  | 2011                  | 10-12-2011            | 10              | 13           |             |
| Clockwork angels tour                                  | 2013                  | 23-11-2013            | 8               | 6            |             |
| R40 live                                               | 2015                  | 12-12-2015            | 4               | 25           |             |
| Time stand still                                       | 2016                  | 26-11-2016            | 7               | 19           |             |

## 7"-singles
- Not Fade Away -1973
- Finding my way -1974
- In the mood - 1974
- Fly by night -1975
- Bastille day - 1975
- Lessons - 1976
- Fly by night (live) - 1976
- The Temples of syrinx - 1977
- Closer To The Heart - 1977
- The Trees - 1978
- The Spirit of Radio - 1980
- Entre nous - 1980
- Limelight - 1981
- Vital signs - 1981
- Tom Sawyer - 1981
- Freewill (live) - 1981
- Closer to the heart (live) - 1981
- New world man - 1982
- Subdivisions - 1982
- Countdown - 1983
- The Body electric - 1984
- Red sector A - 1984
- Mystic rhythms - 1985

## 12"-singles
- Closer to the heart -1977
- Vital signs - 1981
- New world man - 1982
- Subdivisions - 1982
- The Body electric - 1984
- The Big money - 1985
- Prime mover - 1987

## 5"-cd-single
- Time stand still - 1987
- Force ten - 1987
- Prime mover - 1988
- Marathon (live) - 1988
- Show don't tell - 1990
- Roll the bones - 1992
- Ghost of a chance - 1992
- Nobody's hero - 1994
- Stick it out - 1994
- Test for echo - 1996
- Half the world - 1996
- Driven - 1996
- The Spirit of radio (live) - 1998
- One little victory - 2002
- Secret touch - 2002
- Sweet miracle - 2002
- Summertime Blues - 2004
- Far Cry - 2007
- Caravan - 2010

## 5"-cd-video
- The Big money - 2004

## 12"-video (beeldplaat)
- A Show of hands - 1989

## Video's
- Exit ... stage left (live) - 1982
- Grace under pressure (live) - 1985
- Through the camera eye - 1985
- Big money - 1988
- A Show of hands (live) - 1989
- Chronicles: The Video collection - 1990

## Dvd
- Rush In Rio - 2003
- Chronicles - 2004
- R30: 30th Anniversary World Tour - 2005
- Replay X3 - 2006 (3 dvd's plus 1 cd)
- Snakes And Arrows Live (dvd) - 2008 (3 disks)
- Beyond the lighted stage (dvd-documentaire) - 2010
- Time Machine Tour - 2011
- Time Stand Still - (dvd-documentaire) - 2016

## Solo

### Geddy Lee
- My favorite headache - 2000

### Alex Lifeson
- Victor - 1996

### Neil Peart
- Burning For Buddy: A Tribute To The Music Of Buddy Rich - 1994
- Burning For Buddy: A Tribute To The Music Of Buddy Rich, Vol. 2 - 1997
- A Work in Progress (dvd) - 2002 (VHS - 1997)
- Anatomy Of A Drum Solo (dvd) - 2005
- Taking Center Stage (dvd) - 2011